# Spencer Reed
Spencer Reed (ur. 12 maja 1983 w Nowym Jorku) − amerykański aktor pornograficzny, model i DJ pochodzenia rosyjskiego i austriackiego. 

## Życiorys

### Wczesne lata

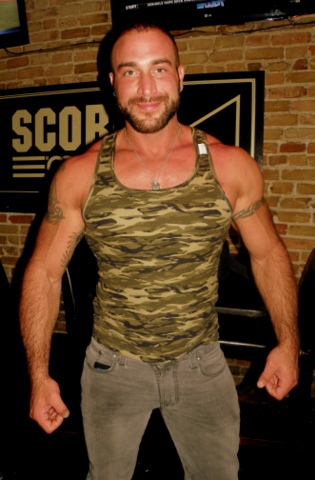
Spencer Reed (2012)

Urodził się i wychował w Nowym Jorku. Mieszkał także w Waszyngtonie. Pracował jako webmaster, fotomodel i tancerz go-go.. Od września 2001 do 2003 uczęszczał na wydział psychologii na University of Montana w Missoula w Montanie. Od września 2003 do 2006 studiował zarządzanie turystyką i hotelarstwo na University Park przy Pennsylvania State University w Pensylwanii. 

### Kariera

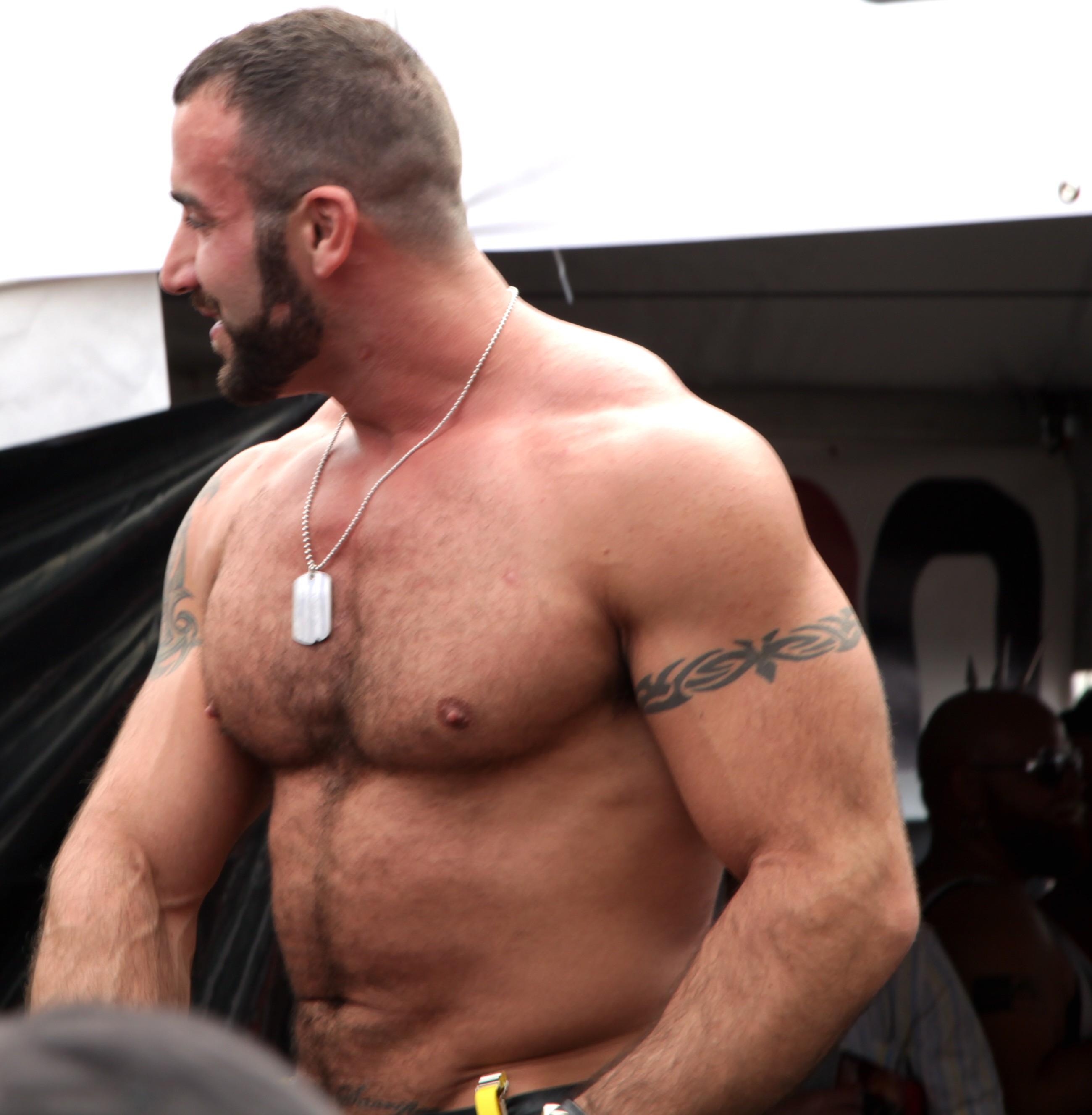
Spencer Reed (2011)

Jego debiut w gejowskiej branży porno miał miejsce w 2007 w filmie Ride Him Hard dla wytwórni Next Door Studios. W 2008 podjął współpracę z witryną internetową Randy Blue. Ponadto współpracował z dużymi firmami produkcyjnymi, takimi jak Falcon Studios, Hot House, Titan Men, Lucas Entertainment, Colt Studio Group czy Raging Stallion. 
Wysoki (186 cm wzrostu), muskularnej budowy ciała (waga ok. 105 kg) i wyposażony w 22-centymetrowego penisa, brał również udział w scenach BDSM dla Kink.com.
W 2011 został nominowany do XBIZ Award w kategorii „Gejowski wykonawca roku”. 
W 2012 został wybrany „Mr. San Francisco”, co pozwoliło mu rywalizować o kolejny tytuł „Mr. International Escort” z International Escort Awards, gdzie zwyciężył w kategorii „Najlepszy towar eskortowy fetysz”. Działał również jako żigolak. 
W 2012 zdobył dwie nagrody Grabby w kategorii „Wykonawca roku” i „Najlepsza scena seksu grupowego” w filmie Titan Men Surveillance (2011) z Dario Beckiem, Christopherem Danielsem i Trentonem Ducati, a także został uhonorowany brytyjską nagrodą HotRods w trzech kategoriach: „Najlepszy międzynarodowy artysta dyskotekowej kuli”, „Najlepsza ejakulacja” w filmie Hot House Pack Attack 5 (2011) i „Nagroda czytelnika QX Men”.
Z czasem przeniósł się do Niemiec, gdzie pracuje jako DJ i producent muzyczny. 
W 2014 odbył szkolenie współczesnej produkcji muzyki elektronicznej w SAE Institute. W czerwcu 2016 zajął szóste miejsce w rankingu na „Najbardziej seksownego modela Men at Play” (El modelo mas sexy de Men at Play), ogłoszonym przez hiszpański portal 20minutos.es.

### Życie prywatne
Był w związku z aktorami erotycznymi - Phillipem Aubreyem i Carstenem Anderssonem. W 2012 jego partnerem był włoski aktor pornograficzny Alex Marte. 5 kwietnia 2013 w Berlinie poślubił Damira Krupica.

## Nagrody i nominacje
| Rok  | Nagroda                          | Kategoria                                          | Film                 | Inni wykonawcy                                   | Rezultat  |
| ---- | -------------------------------- | -------------------------------------------------- | -------------------- | ------------------------------------------------ | --------- |
| 2010 | GayVN Awards                     | Najlepszy debiutant                                | –                    | –                                                | Nominacja |
| 2010 | GayVN Awards                     | Najlepsza ejakulacja                               | The Trap (2009)      | –                                                | Nominacja |
| 2010 | GayVN Awards                     | Najlepsza scena seksu grupowego                    | Adrenaline (2009)    | Alexsander Freitas i Dominic Pacifico            | Nominacja |
| 2010 | Grabby Award                     | Najlepsza scena triolizmu                          | Adrenaline (2009)    | Alexsander Freitas i Dominic Pacifico            | Wygrana   |
| 2010 | Grabby Award                     | Najlepsza scena triolizmu                          | Brutal (2010)        | Jason Adonis i Trent Diesel                      | Nominacja |
| 2011 | International Escort Award       | Najlepszy fetysz                                   | –                    | –                                                | Wygrana   |
| 2011 | XBIZ Award                       | Gejowski wykonawca roku                            | –                    | –                                                | Nominacja |
| 2012 | International Escort Award       | Najlepszy fetysz                                   | –                    | –                                                | Wygrana   |
| 2012 | International Escort Award       | Mr. International Escort 2011 (Najlepszy fetysz)   | –                    | –                                                | Nominacja |
| 2012 | Hotrods – British Gay Porn Award | Najlepszy międzynarodowy artysta dyskotekowej kuli | –                    | –                                                | Wygrana   |
| 2012 | Hotrods – British Gay Porn Award | Najlepsza ejakulacja                               | Pack Attack 5 (2011) | –                                                | Wygrana   |
| 2012 | Hotrods – British Gay Porn Award | Nagroda czytelnika QX Men                          | –                    | –                                                | Wygrana   |
| 2012 | XBIZ Award                       | Gejowski wykonawca roku                            | –                    | –                                                | Nominacja |
| 2012 | Grabby Award                     | Wykonawca roku                                     | –                    | Landon Conrad                                    | Wygrana   |
| 2012 | Grabby Award                     | Najlepsza scena seksu grupowego                    | Surveillance (2011)  | Dario Beck, Christopher Daniels i Trenton Ducati | Wygrana   |
| 2013 | XBIZ Award                       | Gejowski wykonawca roku                            | –                    | –                                                | Nominacja |